# Третейський суд (комедія)
«Третейський суд» (дав.-гр. Επιτρέποντες) — віршована комедія давньогрецького поета-драматурга Менандра. Знайдена разом з деякими іншими творами комедіографа у 1905 році на місці колишнього грецького міста Афродітіополь. Від комедії «Третейський суд»
збереглося понад 670 рядків (майже 2/з всього об'єму), значну частину яких переклав Олег Франко

## Сюжет
Дія відбувається в селі біля Афін. Зав'язка - сварка двох рабів: Дава і Сіріска. Нещодавно Дав в заростях знайшов покинуте немовля, а в його пелюшках — різні дрібниці і коштовності, що залишаються в таких випадках нещасною (чи безтурботною) матір'ю. Але Сіріск, у господарів котрого нещодавно народилася дитина і одразу померла, прохав віддати немовля йому, а через деякий час став вимагати і речі, знайдені при немовляті. Раби просять дозволити «третейського суддю» — незнайомого їм досі Смикрина, що проходив мимо. Той, не вагаючись, вирішує, що усі знайдені предмети повинні залишитися при дитині, тобто у будинку Сіріска, адже по них коли-небудь батьки, що кинули немовля, зможуть його впізнати. Перебираючи отримані речі, Сіріск розглядає і перстень-печатку. Дрібницю у нього в руці помічає Онисим, що якраз увійшов, і заявляє, що перстень належить його хазяїну, багатому юнакові Харисию. Онисим силою дістає перстень, але його стали долати сумніви: чи буде хазяїн радий поверненій дрібниці? Адже тоді, можливо, йому доведеться визнати своє батьківство. Виявляється, майже рік тому Харисій на святі Таврополий, напившись, спокусив дівчину, у якої потім залишився його перстень… А може, вони зійшлися полюбовно — зараз сказати важко. Хоча Харисий одружений з доброю й красивою Памфілою, веде він себе далеко не зразково. Його постійні загули засмучують не лише Памфілу, хоча вона багато що готова пробачити молодому чоловікові, але і справедливо обурюють її батька Смікрина - саме він нещодавно виступив в несподіваній  ролі третейського судді… Між тим рабиня-арфістка Габротонон, дізнавшись про перстень, задумала зіграти роль збезчещеної і покинутої, і таким чином отримати вільну від безпутного хазяїна, який, мовляв, усе забув у п'яній справі. Але, добра і чесна в душі, Габротонон потім збирається відшукати справжню матір дитини…
Повністю комедія не збереглася. Проте і наявний текст дає можливість представити наступне: Габротонон зізнається Памфілі (вони зустрічалися на тому нещасливому святі Таврополій), а скривджена і збезчещена дружина Харисія дізнається його перстень і розуміє: винуватець її нещастя — власний чоловік!
А Харисій доки знає лише те, що його дружина — мати незаконнонародженої дитини. В той же час він розуміє, що і сам далеко не бездоганний, тому не має права засуджувати Памфілові. Але тут з'являється добра Габротонон і розповідає Харисію усе, що знає. Недолугий юнак-гуляка щасливий — у них з Памфілою є син! Радістю змінюється і невдоволення Смікріна : він став щасливим дідом п'ятимісячного онука! Усі задоволені і навіть дуже. Так щасливо, як і належить, завершується комедія.

## Висновок
Ця комедія має чіткий гуманістичний напрямок. Шляхетне поводження раба Сіріска, гетери Габротонон, Памфіли й навіть Харисія, що, зрозумівши глибину свого злочину, перероджується, Менандр розкриває в цих персонажах глибоку людяність, сильне бажання допомогти іншому, а також критично оцінити власні дії, щоб потім направити їх на добро. Прикметною є сцена, що спочатку сприймається як сугубо комічна. Раб Онисим побачив, як Харисий підслуховує розмову батька з Памфилою. Раб розцінює поводження Харісія як напад хвороби: «Жовч чорна в ньому, напевно,
зовсім розлилася,
Або щось подібне! З користі з'їхав він…
А скрикнув!.. Раптом тріснув кулаком
себе,
По голові, а через мить сказав щось
знову…
Прослухавши всі, він у кімнату вбіг,
И почалося рвание волосся, дикий плач,
Начебто божевілля…»
Але після Онисима виступає з надзвичайно драматичним монологом Харісій. Уперше в античній драматургії з'являються такі філософські, проникливі за своєю глибиною роздуму головного героя. Тільки Харисій докоряє собі за свою пихатість, небажання зрозуміти моральну перевагу Памфіли над ним, простити її за вчинок, у якому вона була безневинна. Харисій висуває обвинувачення собі так: «От він весь — безгрішний, начебто слави раб,
Розумом вирішує, де сутність зла й
добра,
Незаплямований, живий він ідеал!
Тому що й, так і потрібно…»  
Через особливості написання твори Менандра можна вважати безсмертними. Автор не пішов шляхом заглиблення в проблематику швидкоплинності політики, як це робили представники старої аттичної комедії. Адже актуальність блискучих комедій того ж Арістофана може зникати разом зі смертю конкретного політика, якого висміяв драматург. А герої і проблеми комедій Менандра — взаємини батьків і дітей, чоловіка і жінки, зятя і тещі — хазяїна і раба — актуальні в будь-яку епоху. 